# Dødheimsgard
A Dødheimsgard norvég metalegyüttes. Első két nagylemezükön (Kronet Til Konge, Monumental Possession) még színtiszta black metalt játszottak. Későbbi albumaikon viszont áttértek az avantgárd/indusztriális metal műfajokra. A zenekar neve magyarra nagyjából "halálövezetnek" fordítható, viszont az elnevezés tartalmazza a norvég "heim" szót is, ami otthont jelent, így nem lehet pontosan lefordítani a nevet.

## Története
1994-ben alakultak meg Oslóban. 2000-ben felvették a "DHG" rövidítést. Megalakulásukkor három tag alkotta a zenekart: Vicotnik - dobok, háttévokál, Fenriz - basszusgitár, ének, Aldrahn - ének, gitár. Ezzel a felállással született meg az együttes legelső albuma, az 1995-ös Kronet til Konge. Fenriz később a Darkthrone tagjaként vált ismertté. Az album után Fenriz elhagyta a Dødheimsgard sorait, helyére Alver basszusgitáros és Apollyon gitáros-énekes került. Megjelent a zenekar második nagylemeze is, és megint új tagok csatlakoztak a zenekarhoz: Galder gitáros, aki Alvert váltotta le, illetve Zweizz billentyűs. A Dødheimsgard 1998-ban egy középlemezt (EP) dobott piacra. 1999-ben újabb nagylemezük látott napvilágot, és újabb taggal gyarapodott a banda: Czral dobossal.
A 2007-es ötödik stúdióalbumot szintén új zenészekkel rögzítette a zenekar: Kvohst - ének, Thrawn Hellspawn - gitár, Clandestine - basszusgitár. Az egyik eredeti tag, Aldrahn vendég-zenészként szerepelt az albumon. 2008-ban Kvohst kilépett a Dødheimsgard-ból, 2010-ben azonban visszatért, és ismét új tagokkal gyarapodott a zenekar: Terghl dobossal és Blargh gitárossal. 2011-ben Kvohst újból elhagyta az együttest, ezúttal véglegesen. Blargh, Clandestine és Thrawn Hellspawn szintén kiléptek a zenekarból. 2013-ban az eredeti énekes, Aldrahn visszatért, és újabb stúdióalbumot jelentettek meg, majd Thunberg gitáros és L.E. Maloy basszusgitáros csatlakozott. Aldrahn 2016-ban megint kiszállt az együttesből. 2018 januárjában továbbá bejelentették, hogy új albumon dolgoznak.

## Tagok
Jelenlegi tagok
- Vicotnik - dobok (1994-1996), ének (1996-1998, 2011-), gitár (1997-)
- Sekaran (Terghl) - dobok (2005-)
- Thunberg - gitár (2013-)
- L.E. Maloy - basszusgitár (2014-)

Korábbi tagok
- Aldrahn - gitár (1994-2004), ének (1994-2004, 2013-2016)
- Alver - basszusgitár (1998)
- Apollyon - gitár, ének (1996), dobok (1996-1998), basszus (1999)
- Cerberus - basszusgitár (1996-1998)
- Czral - dobok (1999-2003)
- Fenriz - ének, basszusgitár (1994-1995)
- Galder - gitár (1998)
- Kvohst - ének (1998-2008, 2010-2011)
- Zweizz - billentyűsök, effektek (1997-2003)
- Thrawn Hellspawn - gitár (2005-2011)
- Blargh - gitár (2010-2015)
- Clandestine - basszusgitár (2005-2011)
- Jormundgand - szintetizátor, billentyűsök (2006-2011)
- Void - basszusgitár (2011-2015)

Koncerten kisegítők
- Inflabitan - gitár, basszusgitár (1999)
- Oyvind Myrvoll - dobok (2013)

## Diszkográfia
Stúdióalbumok
- Kronet Til Konge (1995)
- Monumental Possesion (1996)
- Satanic Art (1998)
- 666 International (1999)
- Supervillain Outcast (2007)
- A Umbra Omega (2015)
- Black Medium Current (2023)